# 坂本政均

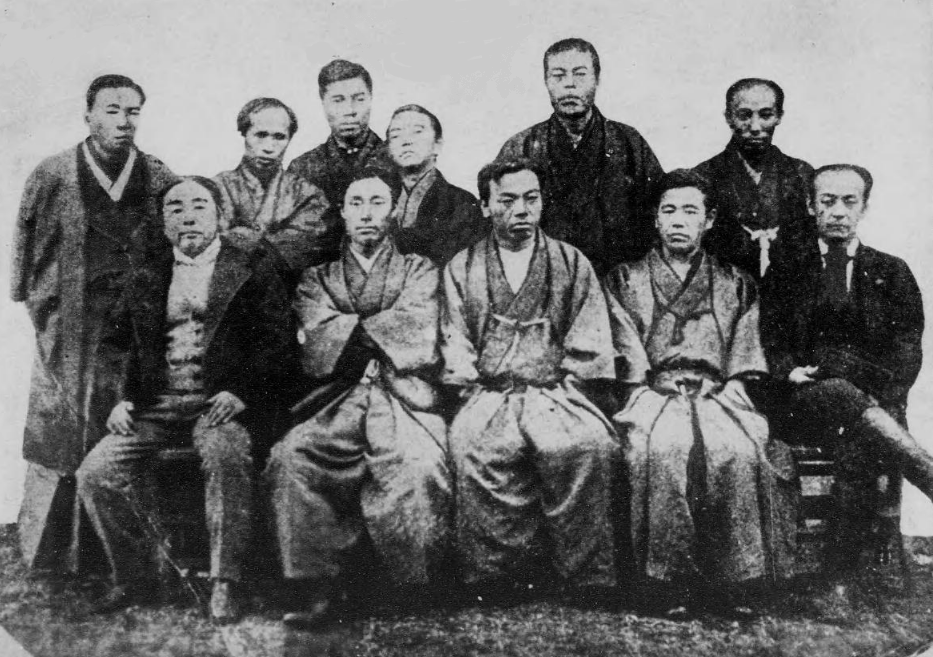
司法省発足時の阪本政均警保助（後列右端）。後列左より丹羽賢少丞、島本仲道警保頭 、松岡康毅七等出仕、松本暢権大判事（元壬生藩御典医・石崎誠庵）、尾崎忠治中判事、阪本。前列左より、玉乃世履権大判事、福岡孝弟大輔、江藤新平司法卿、楠田英世明法権頭、渡辺驥少丞。1872年。

坂本 政均（さかもと まさひら、1831年12月7日（天保2年11月4日）- 1890年（明治23年）1月15日）は、幕末の幕臣、明治期の司法官。元老院議官。旧姓・赤井、通称・三郎。阪本と表記される場合がある。

## 経歴
高松藩儒・赤井東海（蔵米100俵〈知行100石に相当〉）の第三子として生まれ、幕臣・坂本敬水、かよ夫妻の養子となる。杉田玄端、緒方洪庵、広瀬玄恭などから蘭学を学んだ。
明治政府に出仕し、慶応4年6月23日（1868年8月11日）民政裁判所留役に就任。以後、同組頭、会計官権判事、大蔵少丞、民部少丞、大蔵権大丞などを歴任。
明治3年11月20日（1871年1月10日）刑部省に転じ大解部に就任。以後、司法大解部、同少判事、同権中判事、同中判事、大坂裁判所在勤、京都裁判所長、四等判事、鶴岡裁判所長、米沢裁判所長、福島裁判所長、判事、宮城上等裁判所長心得、広島控訴裁判所長、大審院詰、高等法院予備裁判官、同陪席裁判官、法律諮問会員などを務めた。
1886年（明治19年）5月10日、元老院議官に就任し、1890年1月、在任中に病のため死去した。墓所は染井霊園。

## 栄典
位階
- 1886年（明治19年）10月28日 - 従四位[7]

勲章
- 1885年（明治18年）11月19日 - 勲三等旭日中綬章[8]

## 親族
- 養子 阪本釤之助（枢密顧問官）[9]